# Меншовики

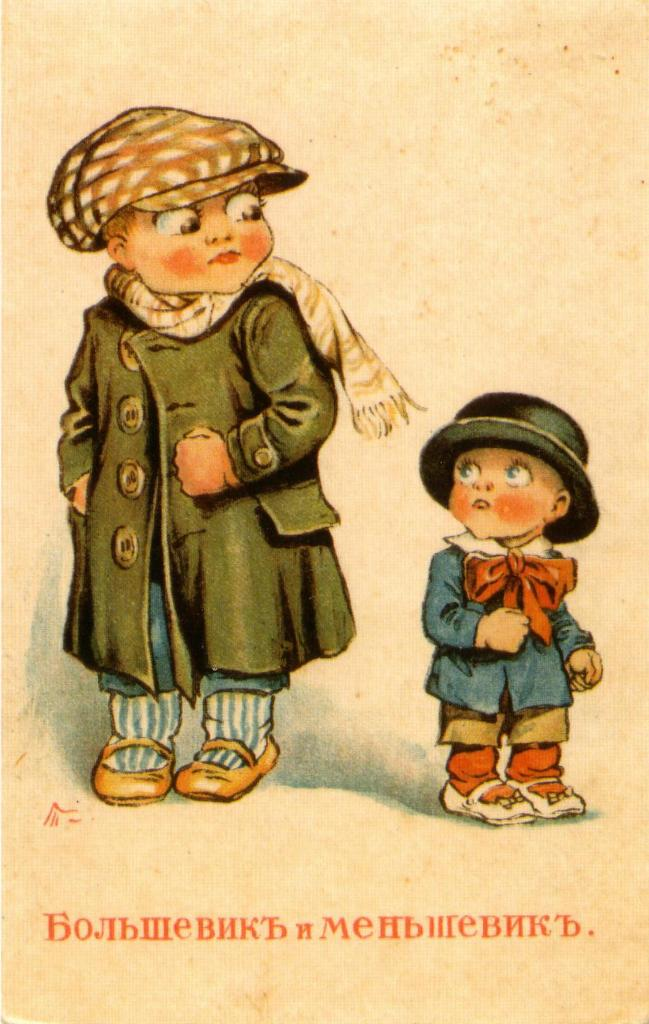
Гумористичне зображення більшовиків та меншовиків на поштівці. 1917

Меншовики — члени поміркованого крила Російської соціал-демократичної робітничої партії (РСДРП), яку очолювали Ю.О.Мартов, Ф.І.Дан, І.Г.Церетелі, П.Б.Аксельрод та інші.

## Політичні погляди
Розкол РСДРП на більшовиків і меншовиків стався на II з'їзді РСДРП, під час голосування за 1-й параграф статуту партії. Більшовики тримали курс на гегемонію пролетаріату в майбутній революції. В.І.Ленін хотів створити згуртовану, бойову, чітко організовану, дисципліновану пролетарську партію. Мартовці стояли за більш вільну асоціацію, орієнтувалися на ліберальну буржуазію. Прихильники Леніна, з ним самим на чолі, обстоювали «програму максимум», в якій пропонувалося повне знищення буржуазного класу і створення робочого руху, а прихильники Мартова «програму мінімум», в якій враховувалися інтереси дрібних буржуа і селян. З цієї причини вони і отримали позначення «більшовиків» і «меншовиків» відповідно. Надалі ці групи то намагалися об'єднуватися, то розходилися, але, як виявилося, розкол відбувся остаточний, хоча неодноразово були переходи від меншовиків до більшовиків, наприклад Л.Д.Троцького, так і навпаки.
На відміну від більшовиків, аж до XIX з'їзду партії називали себе так офіційно (РСДРП (б)-РКП (б)-ВКП (б), де (б) означало «більшовиків») слово «меншовик» завжди було неформальним — партія завжди себе іменувала соціал-демократичною.
На відміну від більшовиків, меншовики не виступали за встановлення пролетарської диктатури і не знамениті такими історичними особистостями як В.І.Ленін і І.В.Сталін (Троцький став відігравати велику історичну роль, коли став більшовиком), але їхній ідейний і теоретичний рівень зазвичай був вищий за більшовицький. Якщо серед старих більшовиків, окрім Леніна і Н.І.Бухаріна, практично не було великих ідеологів і теоретиків — марксистів, то серед меншовиків можна назвати імена теоретиків марксизму Г.В.Плеханова, Ю.О.Мартова, М.С.Чхеїдзе, Ф.І.Дана, A.І.Щеколдіна. Однак в умовах Росії політичний вплив меншовиків було менш значним, ніж більшовиків.
Після Лютневої революції меншовики ввійшли до складу Тимчасового уряду і отримали великий вплив у Радах (тут треба особливо відзначити роль М.С.Чхеїдзе, І.Г.Церетелі, Ф.І.Дана, М.І.Лібера).

## Після 1917 року
Після Жовтневого перевороту часто виступали проти більшовиків. Діяльність партії то забороняли, то дозволяли, поки остаточно не заборонили.
Доля більшості меншовиків була трагічною — частина з них зазнала репресій під час «червоного терору» часів громадянської війни, іншим довелося емігрувати, деякі були репресовані під час розправи над так званим «Союзним бюро ЦК меншовиків» (процес 1931 року).
Навесні 1931 року в Москві почався черговий публічний процес. Цього разу на лаві підсудних опинилися 14 осіб із «Союзного бюро ЦК меншовиків». З 1 по 9 березня 1931 вони вислухали набір стандартних звинувачень: від розвалу радянської економіки до встановлення зв'язку з урядами імперіалістичних держав. Серед тих, хто проходив по цьому процесу, виявилися член Президіуму Держплану В.Г.Громан, відомий економіст і журналіст М.М.Суханов, член правління Держбанку СРСР В.В.Шер. Усі вони «визнали» себе винними й отримали від 3 до 10 років позбавлення волі.
Остаточно крапку поставив «великий терор» 1936–1938 рр.
Тим не менш деяким меншовикам, які офіційно змінили переконання, вдалося вижити і навіть досягти значних посад, наприклад А.Я.Вишинським, який став Генеральним прокурором, пізніше міністром закордонних справ і кандидатом у члени Президії (Політбюро) ЦК КПРС, дипломатичні кар'єри зробили також І.М.Майський, О.А.Трояновський.

## На початку 21 століття
У 2007 році в Москві було створено рух «Ліва Соціалістична Дія» (сайт [Архівовано 19 березня 2011 у Wayback Machine.]), активісти якого вважають себе продовжувачами справи лівого крила меншовиків. ЛевСД займається соціальною боротьбою в рамках Московської Ради, бере участь у таких опозиційних акціях як «Стратегія-31», «День гніву», «Комітет п'яти вимог», об'єднанням видається газета «Громадський Резонанс».

## Меншовицька Грузія

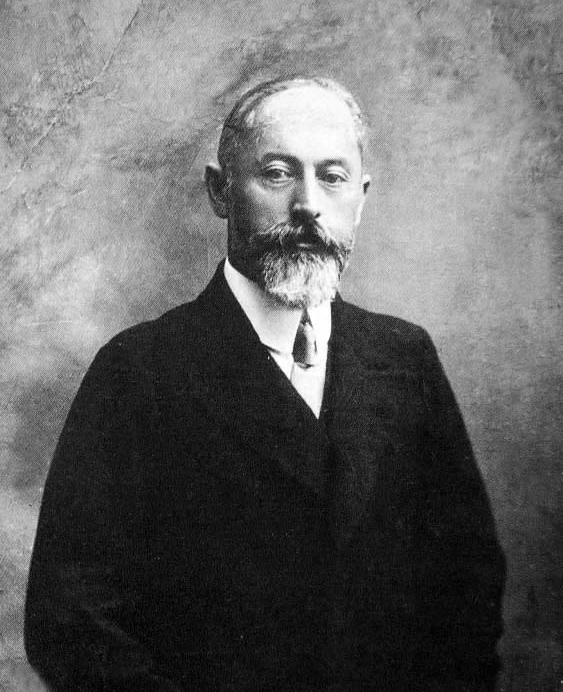
Ное Жорданія, прем'єр-міністр Грузії (1918—1921)

Великих успіхів досягли меншовики в Грузії. 26 травня 1918 вони оголосили Грузію незалежною демократичною республікою. Главою уряду став Н. Н. Жорданія, важливу роль грали Чхеїдзе і Церетелі. Однак в 1921 Червона армія зайняла Грузію і встановила там Радянську владу.